# Pan-Tompkins-Algorithmus

Herzschlag im EKG

Der Pan-Tompkins-Algorithmus wird häufig zur Erkennung von QRS-Komplexen in Elektrokardiogrammen (EKGs) verwendet. Der QRS-Komplex repräsentiert die Depolarisation der beiden Herzkammern und den stärksten im EKG-Signal sichtbaren Ausschlag (siehe Abbildung). Daher eignet er sich besonders gut für die Messung der Herzfrequenz, einem der ersten Wege, den Gesundheitszustand des Herzens zu bestimmen. Der QRS-Komplex besteht aus einem Ausschlag nach unten (Q-Zacke) gefolgt von einem hohen Ausschlag nach oben (R-Zacke) gefolgt von einem abschließenden Ausschlag nach unten (S-Zacke).
Der Pan-Tompkins Algorithmus wendet eine Reihe von Filtern an,f um die Depolarisation hervorzuheben und Störsignale zu entfernen. Danach wird die Amplitude des Signals quadriert um die Ausschläge des QRS-Komplexes hervorzuheben. Zuletzt werden adaptive Schwellenwerte angewendet, um die Ausschläge von verbleibenden Unregelmäßigkeiten des Signals zu unterscheiden.
Der Algorithmus wurde 1985 von Jiapu Pan und Willis J. Tompkins in der Zeitschrift „IEEE Transactions on Biomedical Engineering“ vorgestellt. Die Leistung der Methode wurde anhand einer beschrifteten Datenbank von Arrhythmien (MIT/BIH), sowie mit Störsignalen getestet. Pan und Tompkins berichteten von 99,3 % korrekt erkannter QRS-Komplexe.

## Vorverarbeitung

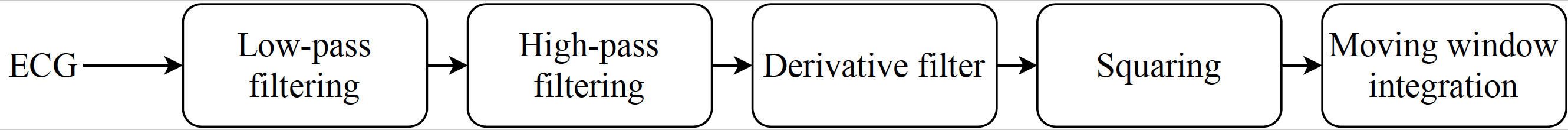
Blockdiagramm der Vorverarbeitungs-Schritte des Pan-Tompkins Algorithmus

### Störsignal-Unterdrückung
Als erster Schritt wird ein Bandpass-Filter angewendet um das Signal-Rausch-Verhältnis zu erhöhen. Ein Passband von 5–15 Hertz wird vorgeschlagen um den Signalbeitrag des QRS-Komplexes zu maximieren und Störungen durch Muskelbewegungen, Verschiebungen der Grundlinie, Netzinterferenz und die P- und T-Zacke zu verringern. Im 1985 vorgestellten, ursprünglichen Algorithmus, wurde der Bandpass-Filter durch eine Verkettung eines Tiefpass-Filters und eines Hochpass-Filters realisiert um Rechenleistung einzusparen und trotzdem mit einem 3 dB Passband von 5 bis 15 Hertz den angestrebten Filter ausreichend anzunähern.
Für ein Signal mit einer Abtastrate von 200 Hertz schlugen Pan und Tompkins Filter mit den folgenden Übertragungsfunktionen vor:
- {\displaystyle H(z)={\frac {(1-z^{-5})^{2}}{(1-z^{-1})^{2}}}} für einen Tiefpass-Filter zweiter Ordnung mit einer Verstärkung von 36[1] und einer Verarbeitungs-Verzögerung von 5 Samples;[4]
- {\displaystyle H(z)={\frac {-{\frac {1}{32}}+z^{-16}-z^{-17}+{\frac {z^{-32}}{32}}}{1-z^{-1}}}} für einen Hochpass-Filter  mit einer Verarbeitungsverzögerung von 16 Samples.[4]

### Ableitung
Als zweiter Schritt wird ein Ableitungsfilter angewendet, der Auskunft über die Steigung des QRS-Komplexes gibt. Für ein Signal mit einer Abtastrate von 200 Hertz schlugen Pan und Tompkins die Folgende Übertragungsfunktion vor:
{\displaystyle H(z)=0.1(-2z^{-2}-z^{-1}+z^{1}+2z^{2})} für einen 5-Punkt Ableitungsfilter mit einer Verstärkung von 0,1 und einer Verzögerung von 2 Samples.

### Quadrierung
Als dritter Schritt wird die Amplitude der Ableitung quadriert. So werden die steileren Ausschläge des QRS-Komplexes besser von denen der T-Zacke unterscheidbar.

### Integration
Als vierter Schritt wird ein Mittelwert über ein bewegtes Fenster festgelegter Breite gebildet. Daraus ergeben sich Informationen über die Breite des QRS-Komplexes. Die Anzahl der Samples für den Mittelwert wird empirisch bestimmt; Pan und Tompkins schlugen eine Dauer von 150 Millisekunden vor (für eine Abtastrate von 200 Hertz resultiert dies in einer Breite von 30 Samples).

## Entscheidungsregeln

Beispiel für Pan-Tompkins Verarbeitung

### Referenzpunkte
Alle lokalen Maxima des integrierten Signals werden als potenzielle QRS-Komplexe in Betracht gezogen. Zwischen QRS-Komplexen wird ein Mindestabstand von 200 ms festgelegt. Dies ergibt sich aus physiologischen Beschränkungen der Refraktärzeit, während der keine Depolarisation stattfinden kann.

### Schwellenwerte
Um zu vermeiden Maxima der Störgeräusche als QRS-Komplex zu erkennen, wird jedes Maximum mit einem Schwellenwert (ThreasholdI) verglichen, der die Informationen über bisherige QRS-Komplexe und aktuelle Stärke der Störgeräusche einbezieht:
{\displaystyle Threshold_{I}=NoiseLevel_{I}+0.25(SignalLevel_{I}-NoiseLevel_{I})}
wobei NoiseLevelI die geschätzte Stärke der Störgeräusche des integrierten Signals darstellt und SignalLevelI dessen geschätzte Signalstärke.
Der Schwellenwert wird automatisch mit jedem Maximum des Signals aktualisiert, basiert auf der Einstufung des Maximums als Störgeräusch oder Signal-Maximum.
{\displaystyle SignalLevel_{I}=0.125PEAK_{I}+0.875SignalLevel_{I}}  (wenn PEAKI ein Signal-Maximum ist)
{\displaystyle NoiseLevel_{I}=0.125PEAK_{I}+0.875NoiseLevel_{I}}  (wenn PEAKI ein Störgeräusch ist)
wobei PEAKI das lokale Maximum ist.
Zu Beginn der Erkennung benötigt der Algorithmus ca. 2 Sekunden um SignalLevelI und NoiseLevelI zu initialisieren. Dafür werden maximale und durchschnittliche Amplitude des Signals verwendet.
Wenn PEAKI kleiner ist als ThresholdI, wird PEAKI als Störgeräusch betrachtet und NoiseLevelI wird aktualisiert. Andernfalls wird PEAKI als Signal-Maximum betrachtet und SignalLevelI aktualisiert.
Zeitgleich wird das Eingabe-Signal vor der Ableitung, also nach dem Bandpass-Filter, betrachtet. Hier gelten folgende Werte:
{\displaystyle SignalLevel_{F}=0.125PEAK_{F}+0.875SignalLevel_{F}}  (wenn PEAKF ein Signal-Maximum ist)
{\displaystyle NoiseLevel_{F}=0.125PEAK_{F}+0.875NoiseLevel_{F}}  (wenn PEAKF ein Störgeräusch ist)
{\displaystyle Threshold_{F}=NoiseLevel_{F}+0.25(SignalLevel_{F}-NoiseLevel_{F})}

### Rückwärtssuche nach falsch-negativen QRS-Komplexen
Der Algorithmus geht ebenfalls darauf ein, dass ThresholdI und ThresholdF zu hoch sein könnten. Dafür wird der durchschnittliche Abstand der letzten R-Zacken (RR-Intervall) betrachtet:
{\displaystyle RRAverage_{1}=0.125\sum _{i=n-7}^{n}RR_{i}}
wobei RRn das zuletzt gemessene RR-Intervall ist.
{\displaystyle RRAverage_{2}=0.125\sum _{i=n-7}^{n}RR'_{i}}
wobei RR'n das zuletzt gemessene RR-Intervall ist, welches in den zulässigen Bereich fällt:
{\displaystyle RRLowLimit=0.92*RRAverage_{2}}
{\displaystyle RRHighLimit=1.16*RRAverage_{2}}
{\displaystyle RRMissedLimit=1.66*RRAverage_{2}}
Wenn innerhalb eines Zeitraums von RRMissedLimit kein QRS-Komplex gefunden wurde, wird im Zeitraum seit dem letzten QRS-Komplex anhand der halbierten Schwellenwerte nach einem QRS-Komplex gesucht.
Wenn die letzten 8 RR-Intervalle alle in den zulässigen Bereich fallen, werden die entsprechenden Herzschläge als regulär interpretiert. Dies ist der Fall für einen normalen Sinus-Rhythmus.

### Unterscheidung von T-Zacken
Wenn ein RR-Intervall kleiner als 360 ms ist, muss entschieden werden, ob es sich tatsächlich um einen QRS-Komplex handelt oder ob es sich eigentlich um eine T-Zacke handelt. Letzteres wird angenommen, sobald die maximale Steigung des Ausschlags weniger als halb so groß ist, wie die des vorherigen QRS-Komplexes.

## Anwendung
Automatisierte Erkennung von QRS-Komplexen ist unmittelbar nützlich für Langzeit-EKGs und für präventiv Maßnahmen von Herzschrittmachern (präventives Pacing). Durch das RR-Intervall lässt sich die Herzfrequenz berechnen:
{\displaystyle HR_{bpm}={\frac {60}{RR}}}
wobei RR in Sekunden angegeben wird. Die Herzfrequenz selbst wird in Schlägen pro Minute (beats per minute – bpm) angegeben. Aus der Herzfrequenz lässt sich außerdem die Herzfrequenzvariabilität berechnen, welche Anwendung sowohl in der Diagnose und Überwachung von kardiologischen Erkrankungen und ihrer Heilung findet, als auch in der Forschung zur Bestimmung emotionaler Zustände von Menschen.